# Liobagrus aequilabris
Liobagrus aequilabris är en fiskart som beskrevs av Wright och Ng 2008. Liobagrus aequilabris ingår i släktet Liobagrus och familjen Amblycipitidae. Inga underarter finns listade i Catalogue of Life.